# Pachnoda madgei
Pachnoda madgei är en skalbaggsart som beskrevs av Rigout 1995. Pachnoda madgei ingår i släktet Pachnoda och familjen Cetoniidae. Inga underarter finns listade i Catalogue of Life.